# 吉岡村 (愛媛県)
吉岡村（よしおかむら）は、愛媛県東予地方の桑村郡のち周桑郡にあった村である。
1955年（昭和30年）に、壬生川町、吉井村、周布村、国安村、吉岡村の1町4村の合併により、壬生川町となり、自治体としては消滅した。壬生川町は、三芳町との合併により東予町に、さらに市制施行し東予市になった。東予市は、平成の市町村合併にて西条市、東予市、丹原町、小松町の合併により、西条市となり、現在に至っている。現在の西条市の北西部に当たる。

## 地理
周桑平野（道前平野）の北部。大明神川の中流右岸地域。扇状地上に位置し、山麓にはため池が点在している。
河川
大明神川、新川、小島川
村名の由来
不詳。

## 歴史

### 略史
近世
- 松山藩領。
- 松山藩は吉岡新町に在町（竹の町）を設置し商業を許可したため、栄えた。

### 村の沿革
- 1889年（明治22年）12月15日 - 町村制施行により桑村郡上市（かみいち）、広岡（ひろおか）、石延（いしのべ）、新町（しんまち）、安用（やすもち）、安用出作（やすもちでさく）の6村が合併し桑村郡吉岡村として発足。大字新町に役場をおく。
- 1897年（明治30年）4月 - 桑村郡が周敷郡と合体、周桑郡と改められる。
- 1955年（昭和30年）1月1日 - 壬生川町、吉岡村、周布村、国安村、吉井村の1町4村が合併、壬生川町となり、吉岡村は自治体としては消滅した。

```
吉岡村の系譜
（町村制実施以前の村）　（明治期）　　　　　（昭和の合併）　　　　　　　　　　（平成の合併）
　　　　　　　　　　　　町村制施行時
上市　━━━━┓
広岡　━━━━┫
安用出作━━━┫
安用　━━━━╋━━吉岡村━━━━━━━━┓
石延　━━━━┫　　　　　　　　　　　　　┃
新町　━━━━┛　　　　　　　　　　　　　┃昭和30年1月1日
　　　　　　　　　　　　　　　あ　　　い　┃　合併
　　　　　　　　　　壬生川村━壬生川町┳━╋━壬生川町━┓
　　　　　　　　　　多賀村━━━━━━┛　┃　　　　　　┃
　　　　　　　　　　吉井村━━━━━━━━┫　　　　　　┃昭和46年1月1日　昭和47年10月1日
　　　　　　　　　　周布村━━━━━━━━┫　　　　　　┃　合併　　　　　　　市制施行
　　　　　　　　　　国安村━━━━━━━━┛　　　　　　┣東予町━━━東予市━┓
　　　　　　　　　　　　　　　　　　　　　　　　　　　　┃　　　　　　　　　　┃
　　　　　　　　　　庄内村━━━━━━━━┓　　う　　　┃　　　　　　　　　　┃
　　　　　　　　　　三芳村━━━━━━━━╋━三芳町━━┛　　　　　　　　　　┃
　　　　　　　　　　楠河村━━━━━━━━┛　　　　　　　　　　　　　　　　　┃平成16年11月1日
　　　　　　　　　　　　　　　　　　　　　　　　　　　　　　　　　　　　　　　┃　新設合併、
　　　　　　　　　　　　　　　　　　　　　　　　　　　　　　　　　　　　　　　┃　新・西条市発足
　　　　　　　　　　　　　　　　　　　　　　　　　　　　　　　　西条市━━━━╋━━西条市
　　　　　　　　　　　　　　　　　　　　　　　　　　　　　　　　丹原町━━━━┫
　　　　　　　　　　　　　　　　　　　　　　　　　　　　　　　　小松町━━━━┛

あ　明治34年6月14日　町制施行、壬生川町となる
い　昭和15年10月1日 壬生川町・多賀村が合併し壬生川町に
う　昭和30年1月1日 庄内村・三芳村・楠河村が合併、町制施行し三芳町に
（注記）国安村以外の合併以前の系譜はそれぞれの市町村の記事を参照のこと。

```

## 地域
合併・発足時の6つの旧村がそのまま大字を形成し、壬生川町、東予町、東予市になっても引き継がれた。
上市（かみいち）、広岡（ひろおか）、石延（いしのべ）、新町（しんまち）、安用（やすもち）、安用出作（やすもちでさく）
平成の大合併により西条市の一部となった現在では、地名表記は西条市にそのまま旧大字を続ける。
例 西条市上市

## 産業
農業
米、麦中心でいも類、野菜類、牧草、葉タバコなども産した。合併後の昭和40年代前半に農業構造改善事業の一環として柑橘栽培が広がった。後に、養鶏、養豚など。
商業
新町は松山藩によって商業が許され、桑村郡の中心地として栄え、若干の商店の集積もあった。

## 交通
県道今治丹原線が縦貫する。鉄道は村内にはない。最寄駅:伊予三芳駅